# Chasselas de Moissac

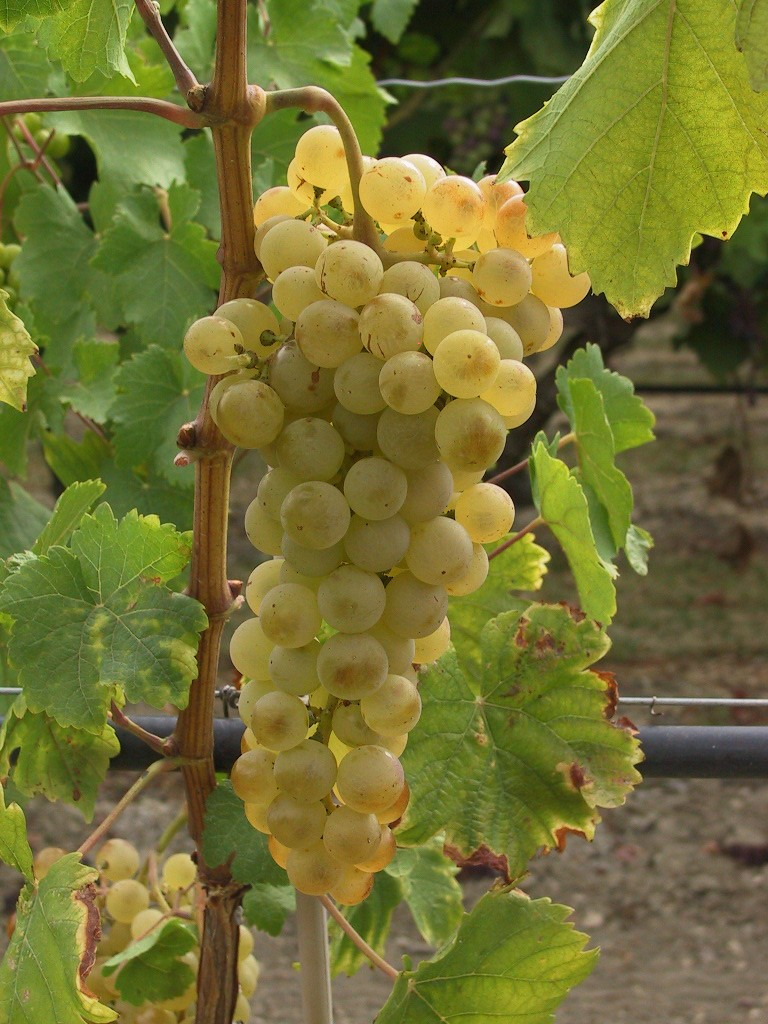
Druiventros van de Chasselas B

Chasselas de Moissac is een Appellation d'Origine Contrôlée voor de productie van tafeldruiven van chasselas in de regio Moissac.